# Твајлајт (Пенсилванија)
Твајлајт (енгл. Twilight) град је у америчкој савезној држави Пенсилванија.

## Демографија
По попису из 2010. године број становника је 233, што је 8 (-3,3%) становника мање него 2000. године.
| Група             | 2000.       | 2010.       |
| Белци             | 239 (99,2%) | 230 (98,7%) |
| Афроамериканци    | 2 (0,8%)    | 3 (1,3%)    |
| Азијати           | 0 (0,0%)    | 0 (0,0%)    |
| Хиспаноамериканци | 0 (0,0%)    | 0 (0,0%)    |
| Укупно            | 241         | 233         |